# Mittelbergheim
Mittelbergheim é uma comuna francesa na região administrativa de Grande Leste, no departamento Baixo Reno. Estende-se por uma área de 3,83 km². Em 2010 a comuna tinha 659 habitantes (densidade: 172,1 hab./km²).
Pertence à rede das As mais belas aldeias de França.
Seus vinhedos produzem um dos mais ricos vinhos da Alsácia, o Grand Cru Zotzenberg.